# Kirchheim (Amt Wachsenburg)
Kirchheim (ⓘ) ist ein Ortsteil der Gemeinde Amt Wachsenburg im Ilm-Kreis in Thüringen (Deutschland).

## Geografie

### Geografische Lage

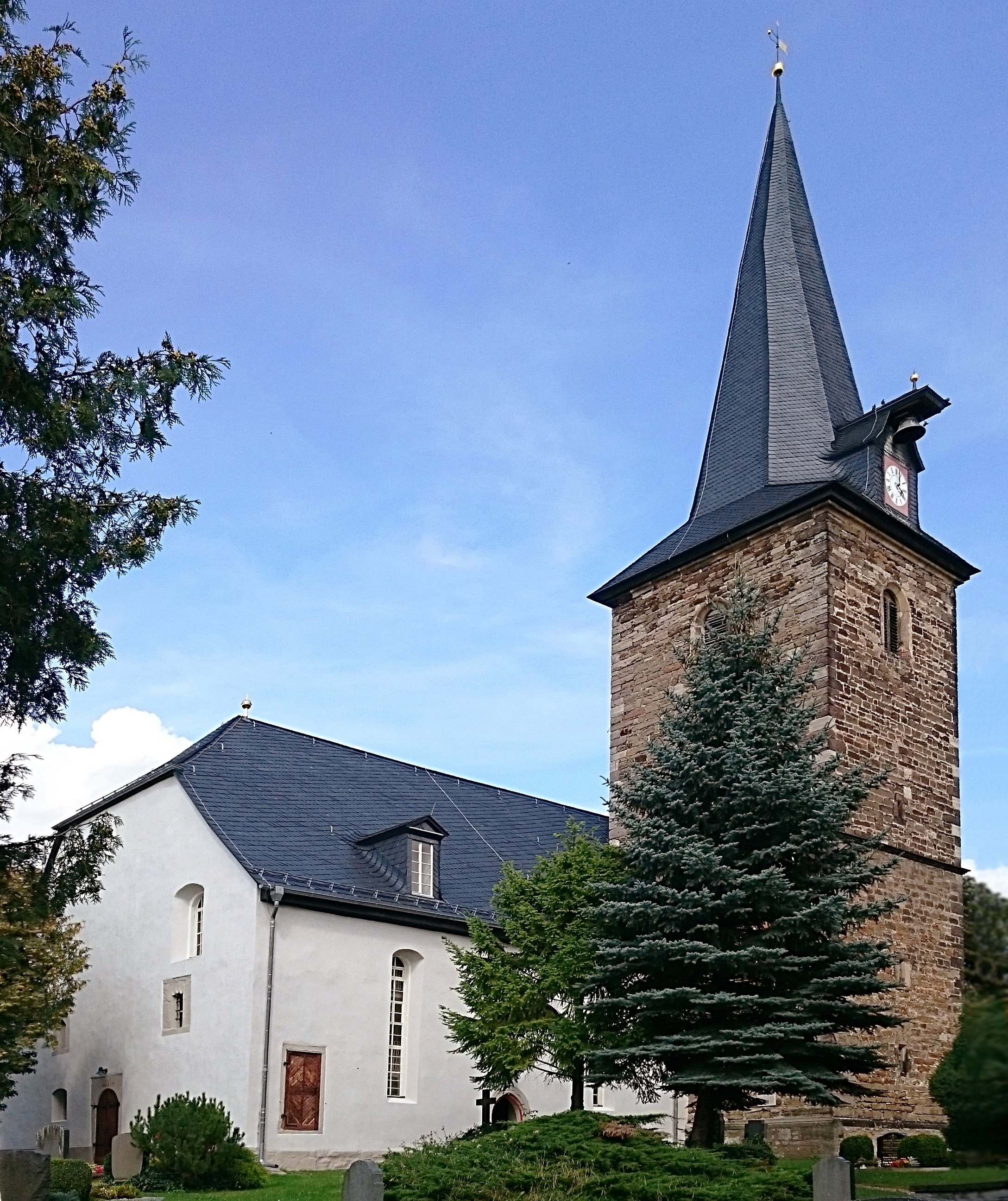
Kirche St. Laurentius in Kirchheim

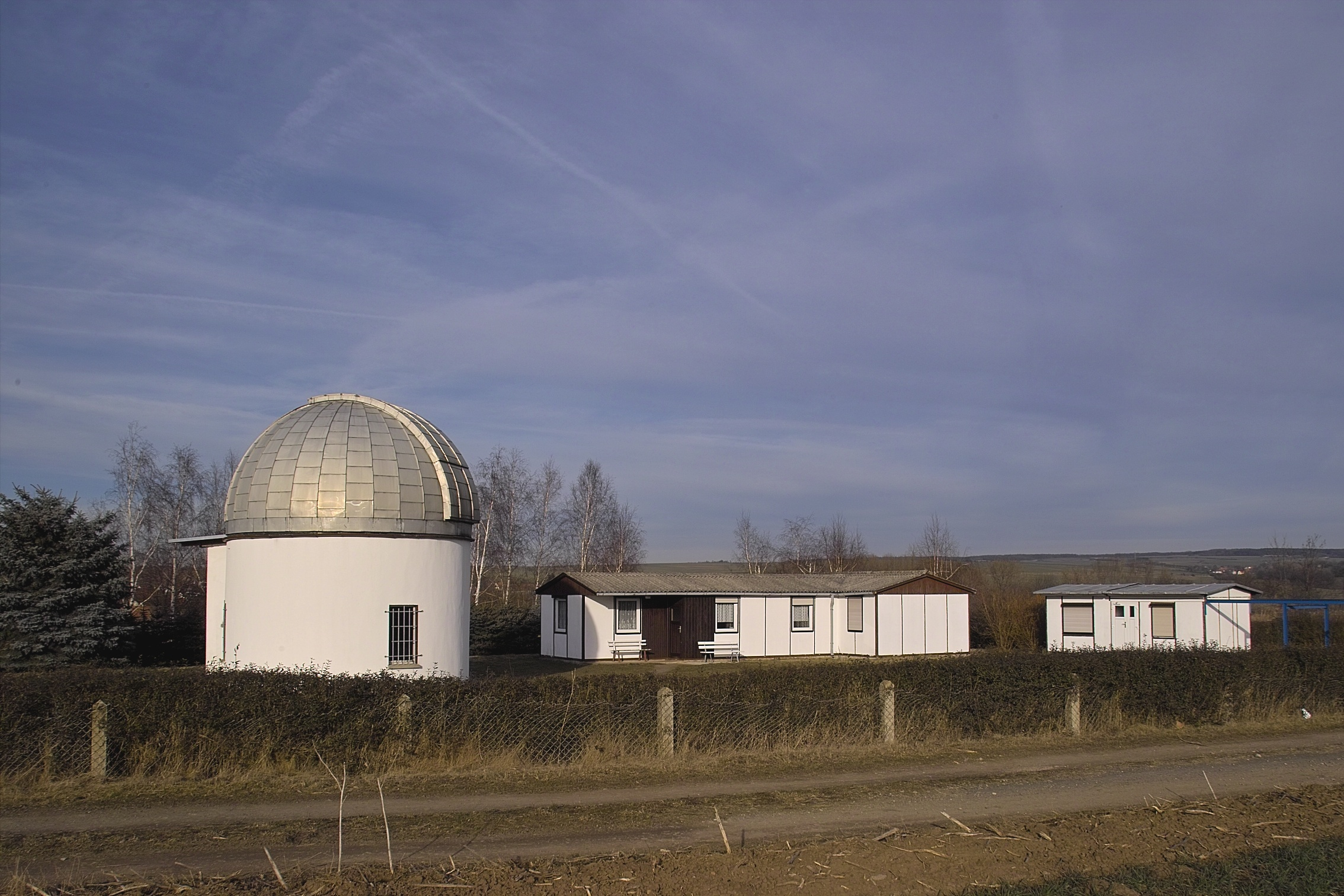
Gelände der Volkssternwarte Kirchheim

Kirchheim liegt nordöstlich von Arnstadt an der Wipfra, einem Nebenfluss der Gera.

### Nachbarorte
Im Uhrzeigersinn, beginnend im Norden: Erfurt, Klettbach, Elleben, Elxleben, Alkersleben, Arnstadt.

## Geschichte
Die urkundliche Ersterwähnung von Kirchheim war im Dezember 1074.
Schon damals bezeichnete Kirchheim eine „Siedlung bei der Kirche“. Als Dekanatssitz mit 16 Dörfern erlangte der Ort später eine besondere Bedeutung. Seine Geschichte wurde durch wechselhafte Herrschaften bestimmt. Von 1343 bis 1357 gehörte der Ort den Grafen von Henneberg, die es zusammen mit der Burg und dem Amt Ilmenau von Graf Günther von Käfernburg dem Jüngeren für 2000 Mark lötiges Silber gekauft hatten. Im Jahre 1414 erwarb das Kartäuserkloster Erfurt vom Ichtershäuser Kloster sämtlichen Besitz in Kirchheim. Im Mittelalter galt der Ort wegen des größten Waidanbaugebietes der Region und der sieben Waidmühlen als wohlhabend, auch Kloster und ein Gut trugen dazu bei.
Der Ort gehörte bis 1802 zum Stadtamt im kurmainzischen Gebiet der Stadt Erfurt. 1802/03 kam das Erfurter Gebiet zu Preußen und zwischen 1807 und 1814 zum französischen Fürstentum Erfurt. Mit dem Wiener Kongress kam der Ort mit dem Stadtamt Erfurt wieder zu Preußen und wurde 1816 dem Landkreis Erfurt in der preußischen Provinz Sachsen angegliedert. 1932 kam die Gemeinde zum preußischen Landkreis Weißensee und 1950 zum thüringischen Landkreis Arnstadt. 
1923 wurde das frühere Klostergut des Kartäuserklosters Erfurt (169 Hektar) von Pächter Ernst Schmidt bewirtschaftet.
Kirchheim war und ist ein landwirtschaftlich geprägter Ort. Die Bauern und Güter gingen dann den Weg der Landwirtschaft in SBZ und DDR. Nach der Wende orientierten sie sich neu.
2018 sprachen sich 92 Prozent der Bürger für eine Eingliederung in die Nachbargemeinde Amt Wachsenburg aus. Diese wurde am 1. Januar 2019 umgesetzt. Die bisherigen Ortsteile von Kirchheim,  Bechstedt-Wagd und Werningsleben, wurden dabei mit Kirchheim gleichrangige Ortsteile von Amt Wachsenburg.
Kirchheim war Verwaltungssitz der Verwaltungsgemeinschaft Riechheimer Berg, der sie aber seit 2019 mit der Eingemeindung nach Amt Wachsenburg nicht mehr angehört. Der Sitz zog im Jahr 2021 nach Osthausen-Wülfershausen um.

### Einwohnerentwicklung
Entwicklung der Einwohnerzahl:
| - 1843 – 1.018 - 1939 – 1.049 - 1989 – 698 - 2005 – 1.231 - 2010 – 1.215 - 2015 – 1.229 |

Datenquelle: ab 1994 Thüringer Landesamt für Statistik – Werte vom 31. Dezember

## Politik

### Ortsteilbürgermeister und Ortsteilrat
Die zu Amt Wachsenburg gehörigen Ortsteile Kirchheim und Werningsleben haben eine gemeinsame Ortsteilverfassung gemäß § 45 Thüringer Kommunalordnung, sodass für beide Ortsteile ein gemeinsamer Ortsteilbürgermeister und Ortsteilrat zuständig ist.
Der ehrenamtliche Ortsteilbürgermeister ist Steve Spindler. Er wurde zuletzt bei den Kommunalwahlen in Thüringen am 26. Mai 2024 im Amt bestätigt. Zusammen mit sechs weiteren Mitgliedern bildet Spindler den gemeinsamen Ortsteilrat von Kirchheim und Werningsleben.

### Wappen
Blasonierung: „In Rot mit grünem Schildfuß eine goldene Kirche mit linkem Turm, über dem Dach schwebend drei (2:1) silberne sechsspeichige Wagenräder.“

### Partnerschaften
Eine Partnerschaft besteht mit der Gemeinde Kirchheim am Neckar in Baden-Württemberg.

## Sehenswürdigkeiten

### Sternwarte
In Kirchheim befindet sich die 1969 errichtete Volkssternwarte Kirchheim.

### Dorfkirche
Die dem heiligen Laurentius gewidmete Kirche existiert seit 1357. Sie wurde anstelle eines Vorgängerbaus errichtet.

#### Der Turm
Der Turm entstand zwischen 1400 und 1440. Seit 1921 läuten neue Glocken im Turm. 1993 wurden eine funkgesteuerte Turmuhr und ein neues Zifferblatt installiert.

#### Das Innere

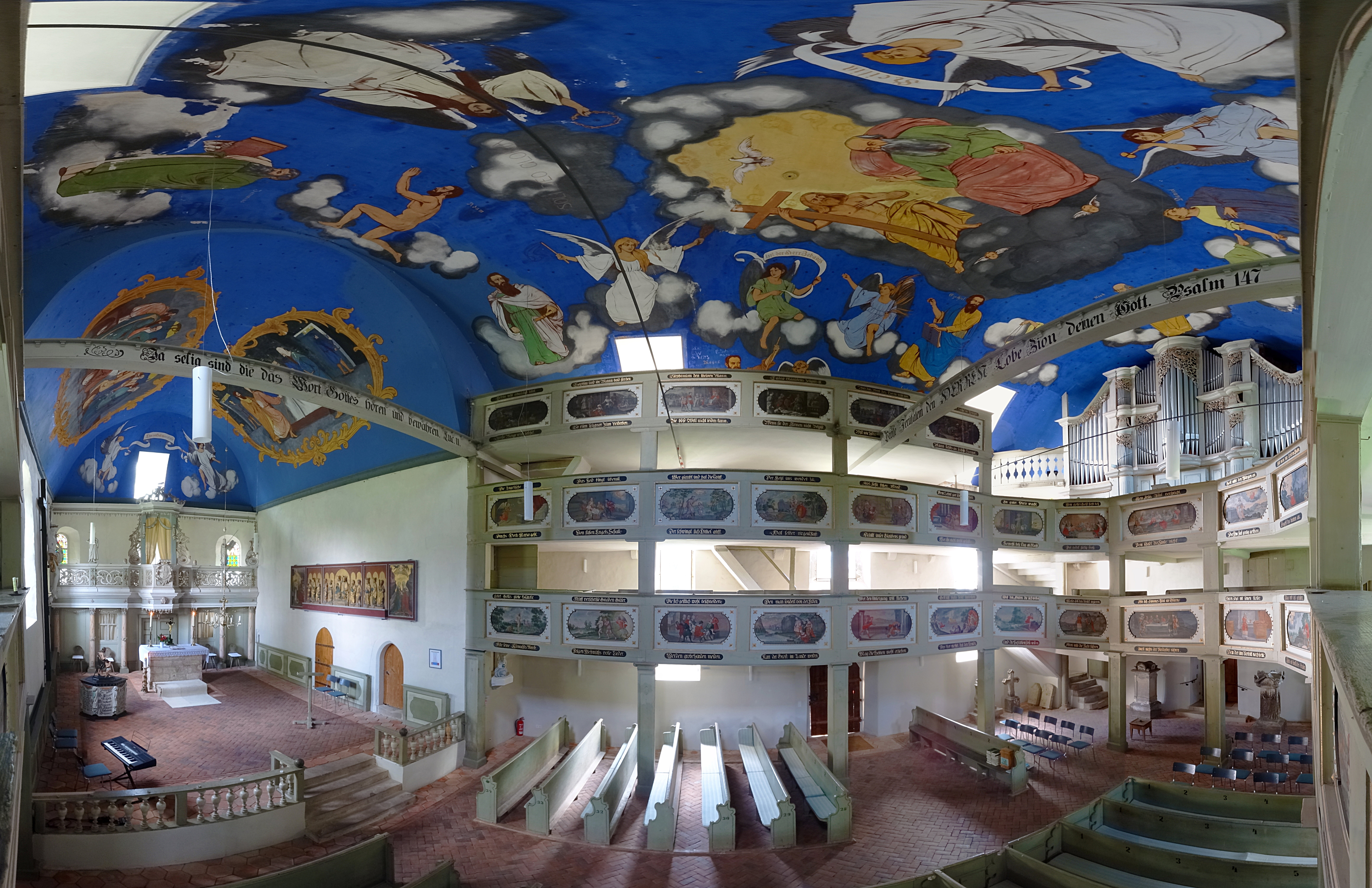
Innenraum-Panorama St. Laurentius

Im Innern ist das Sandsteinrelief aus der Zeit der Erbauung des Turms, das die Ölberggruppe darstellt, besonders sehenswert. Das Relief besteht vermutlich aus Teilen der Vorgängerkirche und wurde später an der heutigen Stelle angebracht. Im Jahr 1685 wurde der barocke Tauftisch mit geschnitzter Figurengruppe (Taufe Jesu) von den Brüdern Beyer aus Arnstadt gestiftet. Die Deckenmalerei aus dem Jahr 1898 mit biblischen Szenen ist ein Werk des Malers Ernst Liebermann. Die Sakristei erhielt 1989 eine Sanierung. Weitere Sanierungsarbeiten begannen 1996. 2006 wurde der Taufstein restauriert und anlässlich der Ausstellung „Tausend Jahre Taufen in Mitteldeutschland“ im Magdeburger Dom dem Publikum präsentiert. Der spätgotische Schnitzaltar mit bemalten Außenflügeln entstand um 1440 in einer Erfurter Werkstatt. Die wertvolle Wagner-Orgel ist derzeit (2016) nicht bespielbar und soll für etwa 80.000 Euro saniert werden.

#### Weitere Sanierungsarbeiten
Da die Kirche durch Hausschwamm bedroht war und auch andere Sanierungsarbeiten dringend nötig wurden, wird die Kirche seit dem Herbst 2010 unter der Betreuung des Architekten Peter Tandler aus Erfurt aufwändig restauriert. Das Kirchenschiff erhielt unter Mitverwendung noch erhaltener historischer Ziegelplatten ein neues Pflaster. Auch der Putz und die Beleuchtung sind neu. Die bislang gesperrten Emporen sind wieder begehbar, die Fundamente unter den Stützen wurden erneuert sowie eine statisch wirksame Holzscheibe eingebaut und mit dem Westgiebel verbunden. An der Südseite des Gotteshauses (siehe Bild) wurde ein Teil der Wandfläche verputzt, so dass man jetzt schon eine Vorstellung haben kann, wie die Kirche später aussehen kann. Es fehlen noch eine Außentreppe und die Wegbeleuchtung. Die Eingangstüren und der Haupteingang können wieder genutzt werden. Im Herbst/Winter 2011 erhielt das Kirchendach eine neue Schiefereindeckung, am 18. November 2011 wurde ein feierliches Knopffest begangen.
Die „Stiftung zur Bewahrung kirchlicher Baudenkmäler“ (Stiftung KiBa) kürte die Kirche zur Kirche des Jahres 2015 in Deutschland.

### Weitere Bilder der Kirche

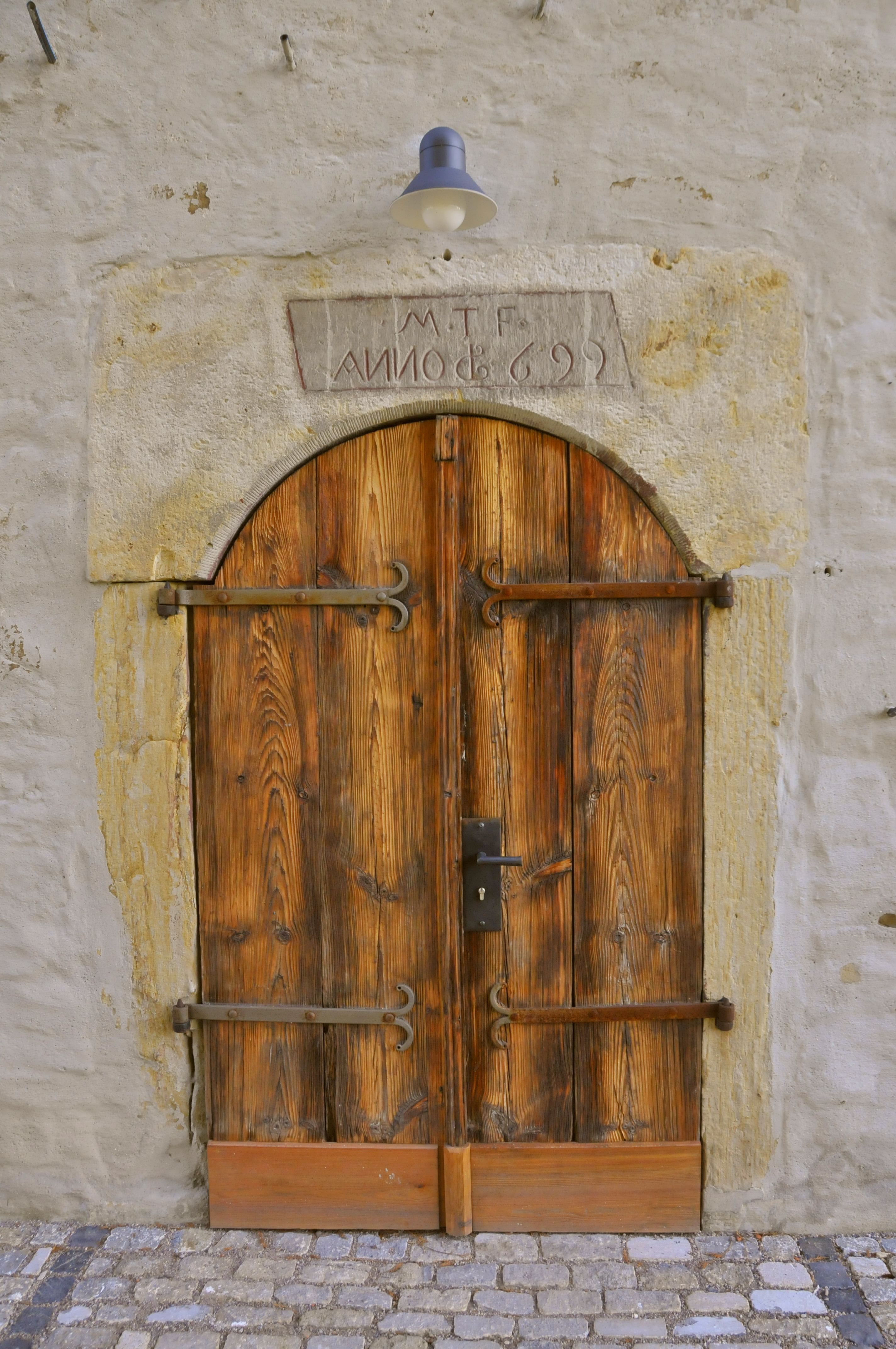
Eingangspforte an der Westseite von 1699
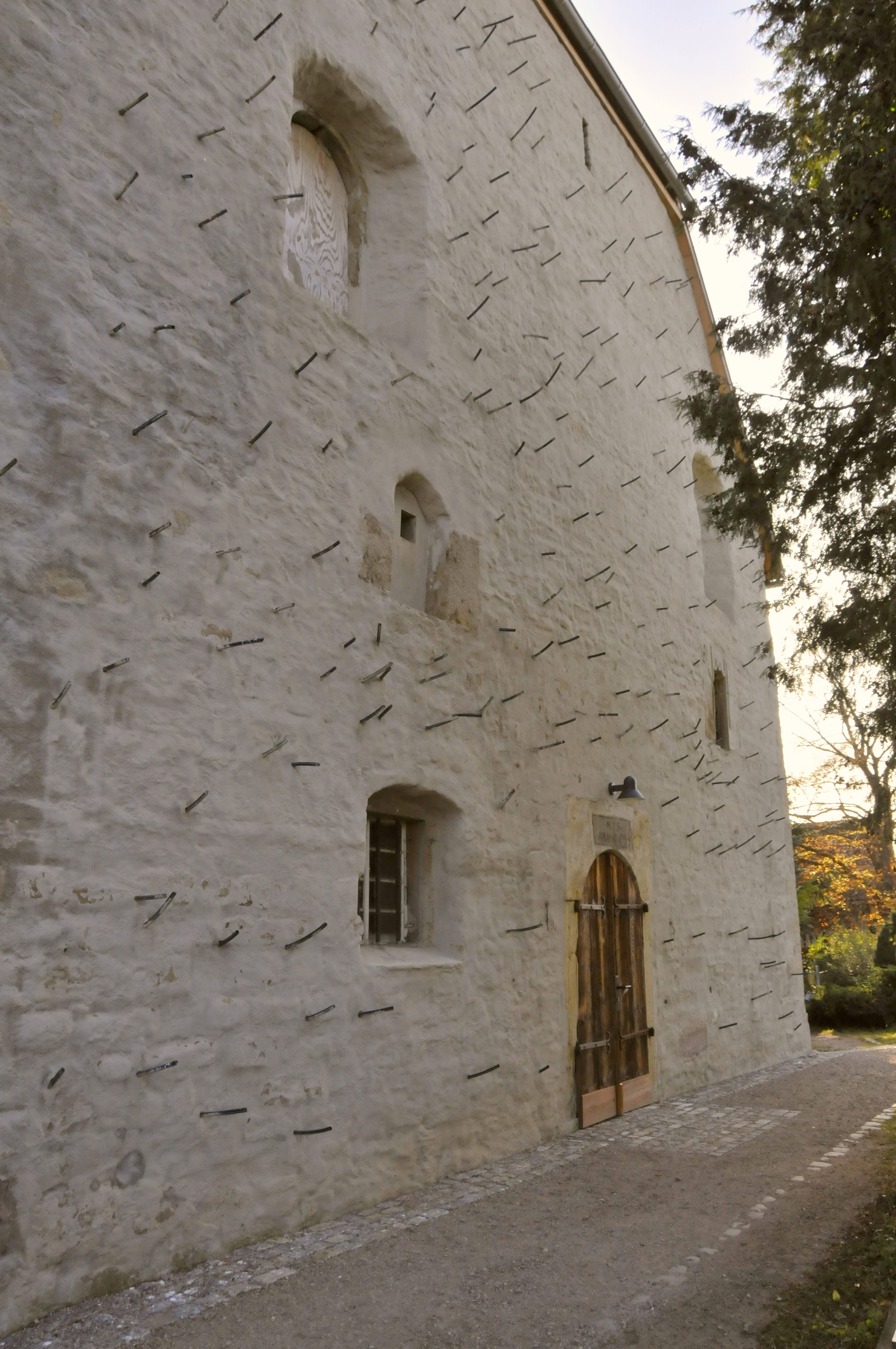
Westwand mit Baufeuchte-Beseitigungsschläuchen
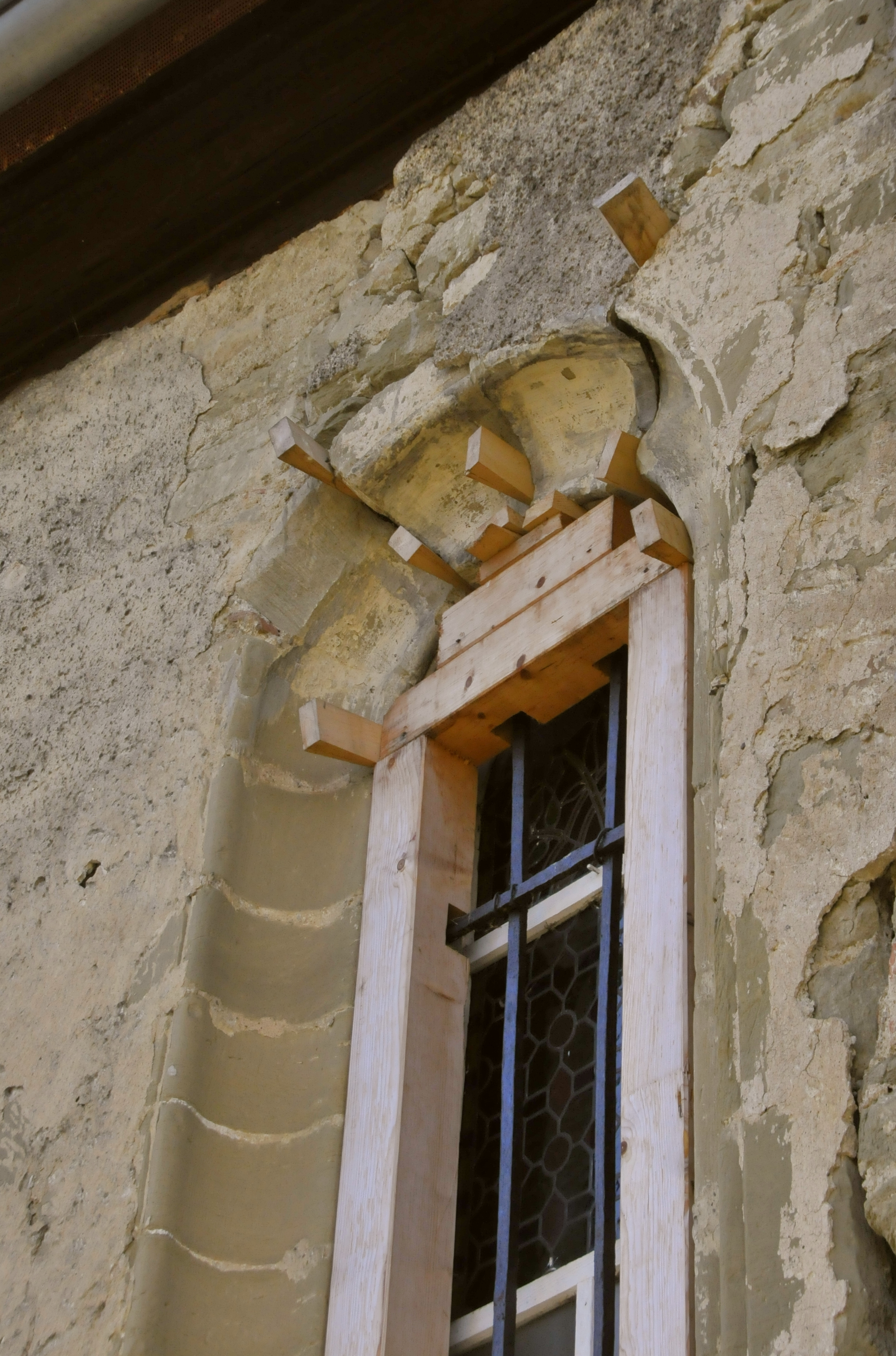
Sanierungsarbeiten an einem Fenster an der Nordseite
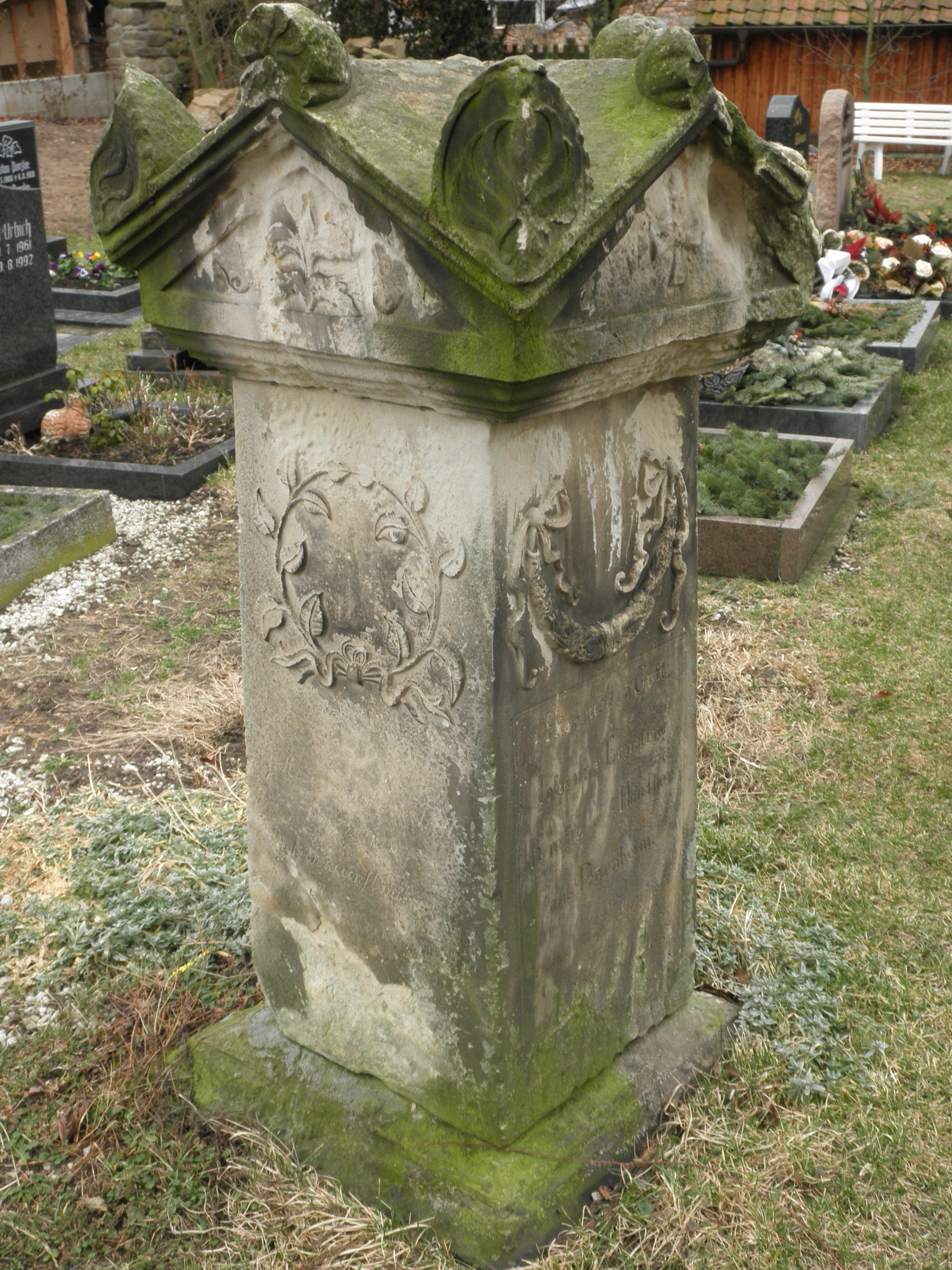
Grabstein auf dem Kirchhof
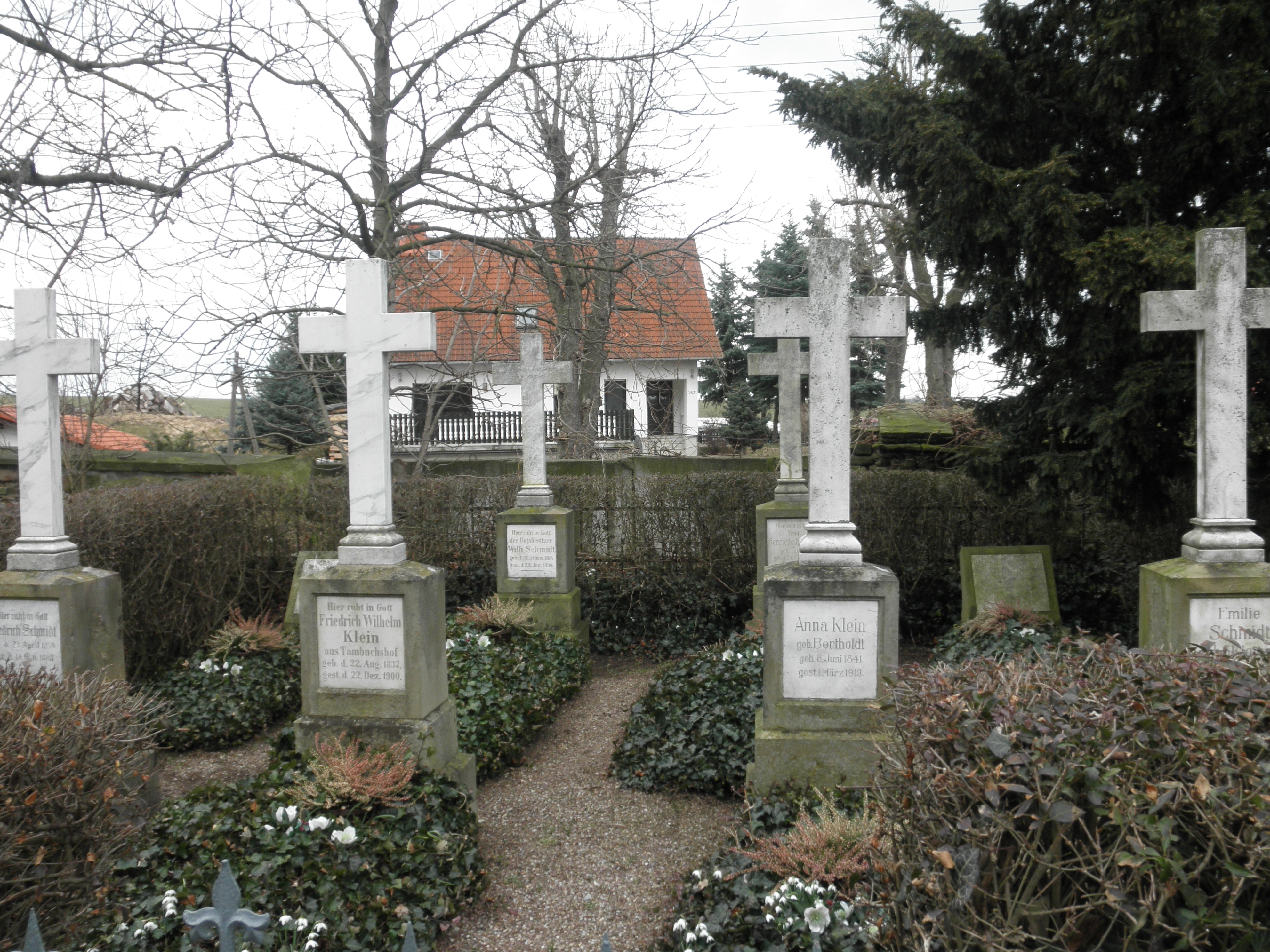
Erbbegräbnis der Gutsbesitzerfamilie

### Sport
Der Amateurfußballverein SG Eintracht Kirchheim 46 ist in Kirchheim ansässig.

## Persönlichkeiten
- Johann Andreas Buttstedt (1701–1765), Rektor in Osterrode am Harz, Hildesheim, Gera, Coburg und Hochschullehrer an der Universität Erlangen
- Gerhard Neumann (1907–2004), Maler und Grafiker, lebte von 1946 bis 1950 in Kirchheim
- Liane Bahler (1982–2007), Radsportlerin, wurde in Kirchheim geboren
- Kathleen Frontzek (* 1993), Schauspielerin, geboren in Kirchheim
- Lisanne Frontzek (* 1995), Schauspielerin, geboren in Kirchheim
- Adrian Frontzek (* 1998), Schauspieler, geboren in Kirchheim

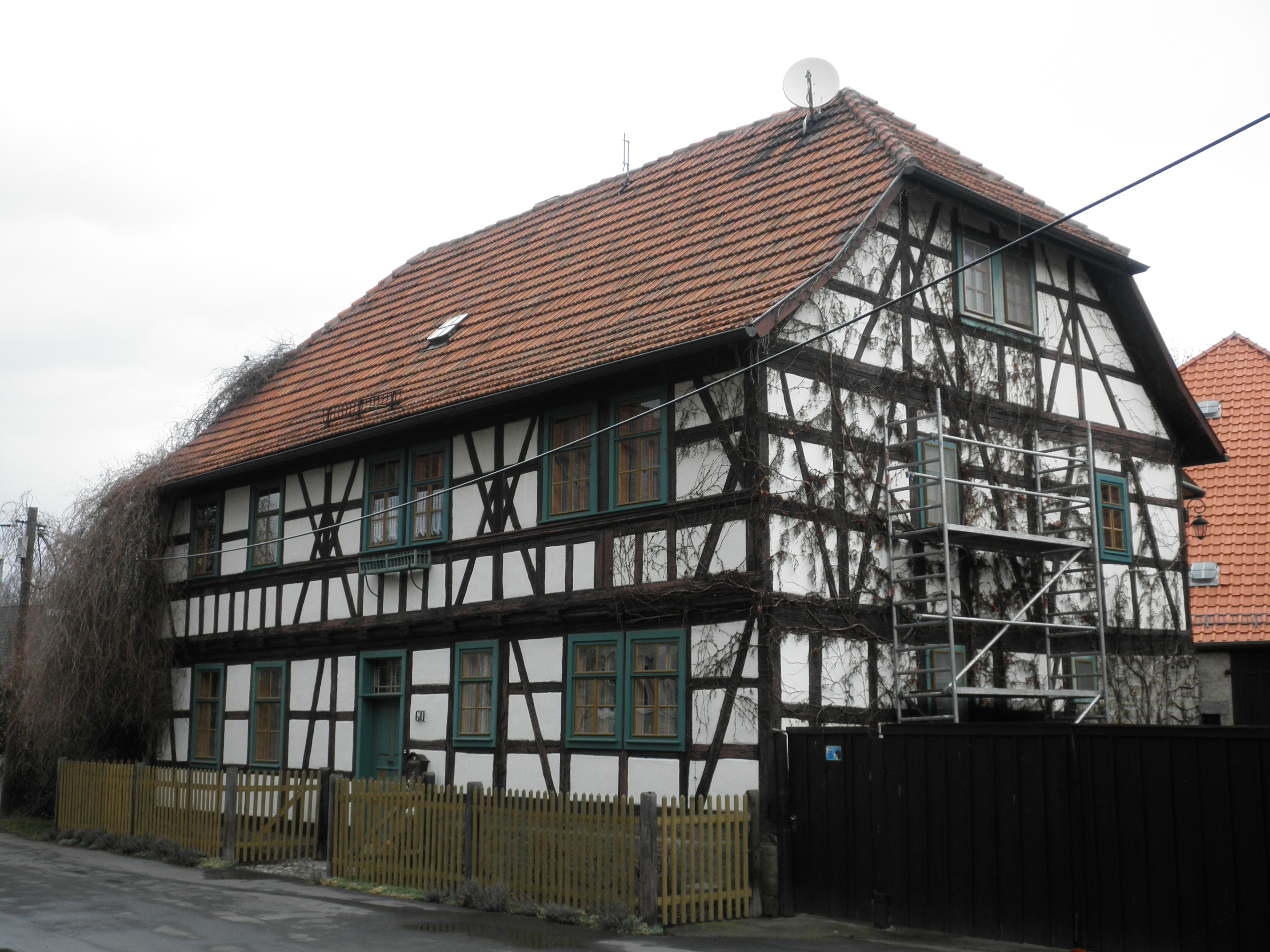
Fachwerkhaus
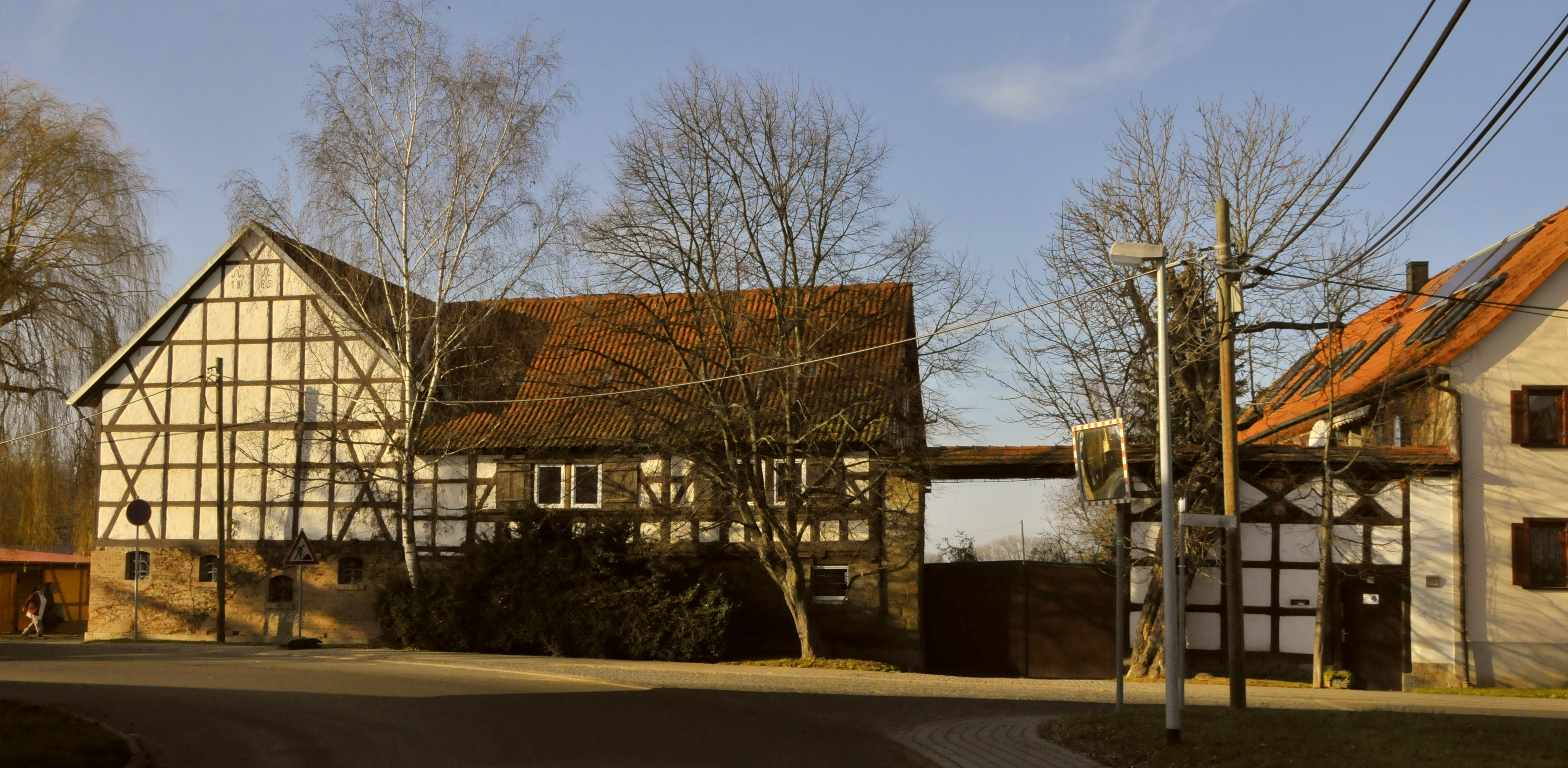
Fachwerkhaus
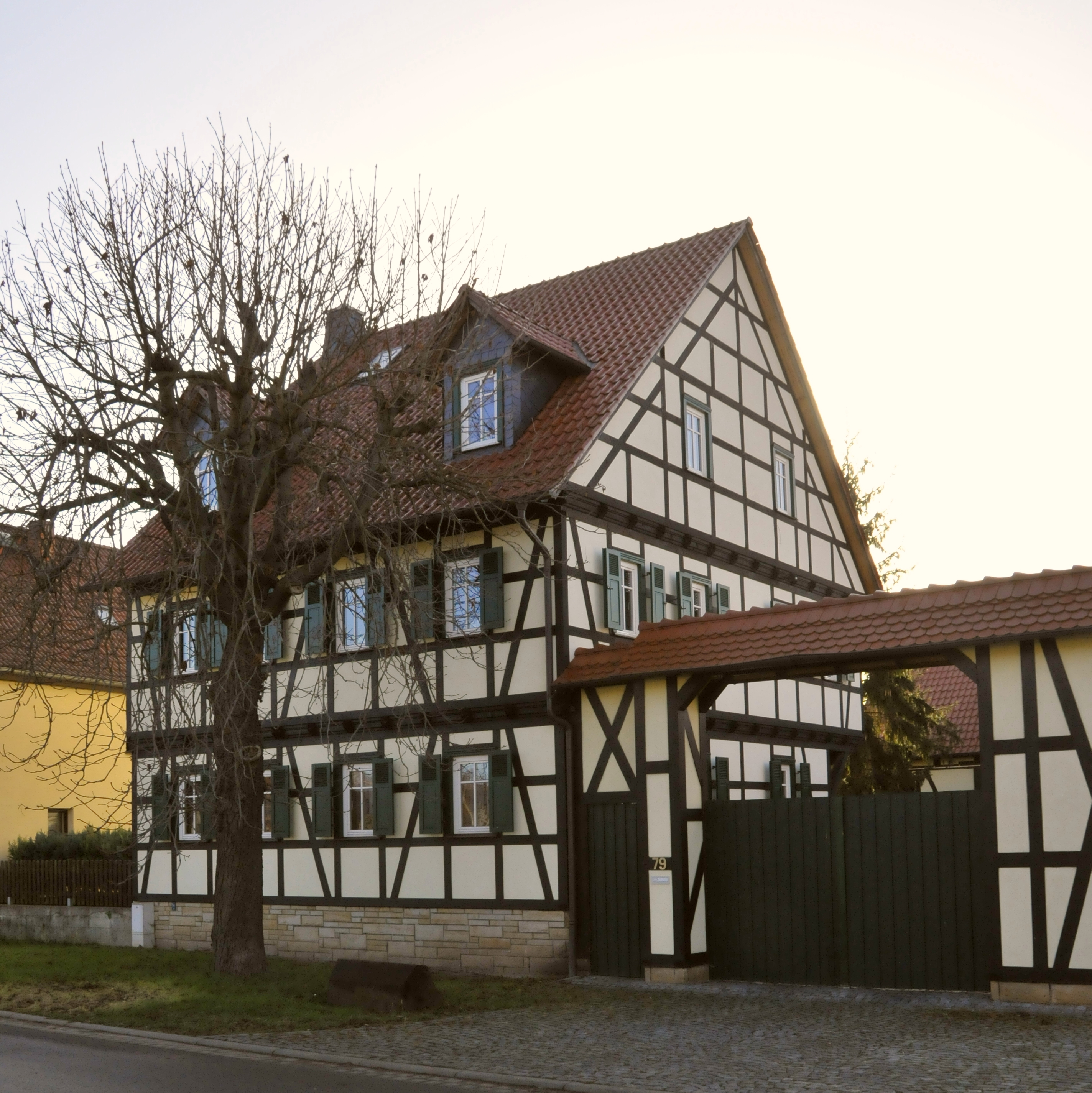
Fachwerkhaus
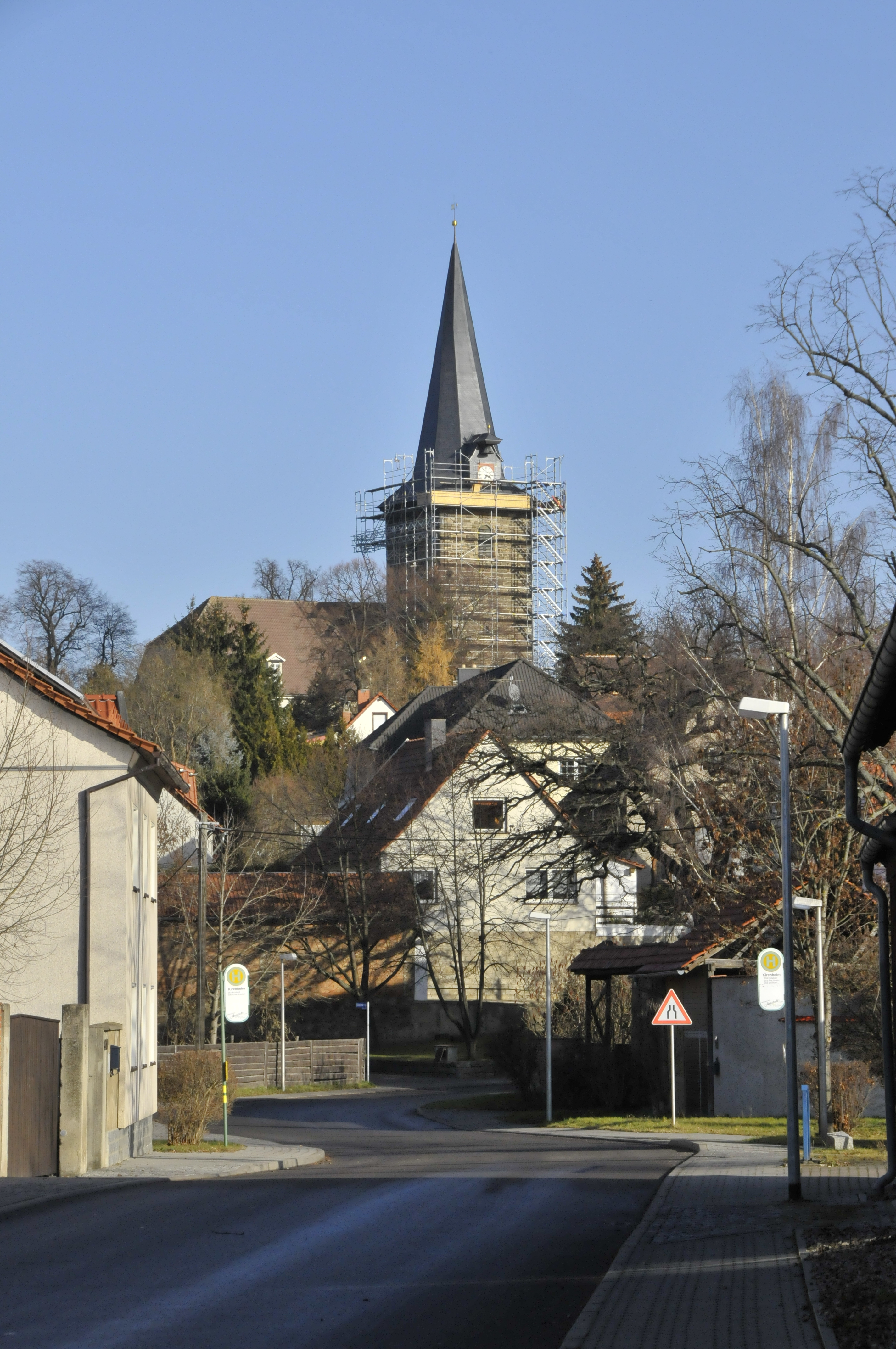
Blick durch die Arnstädter Straße zur Kirche
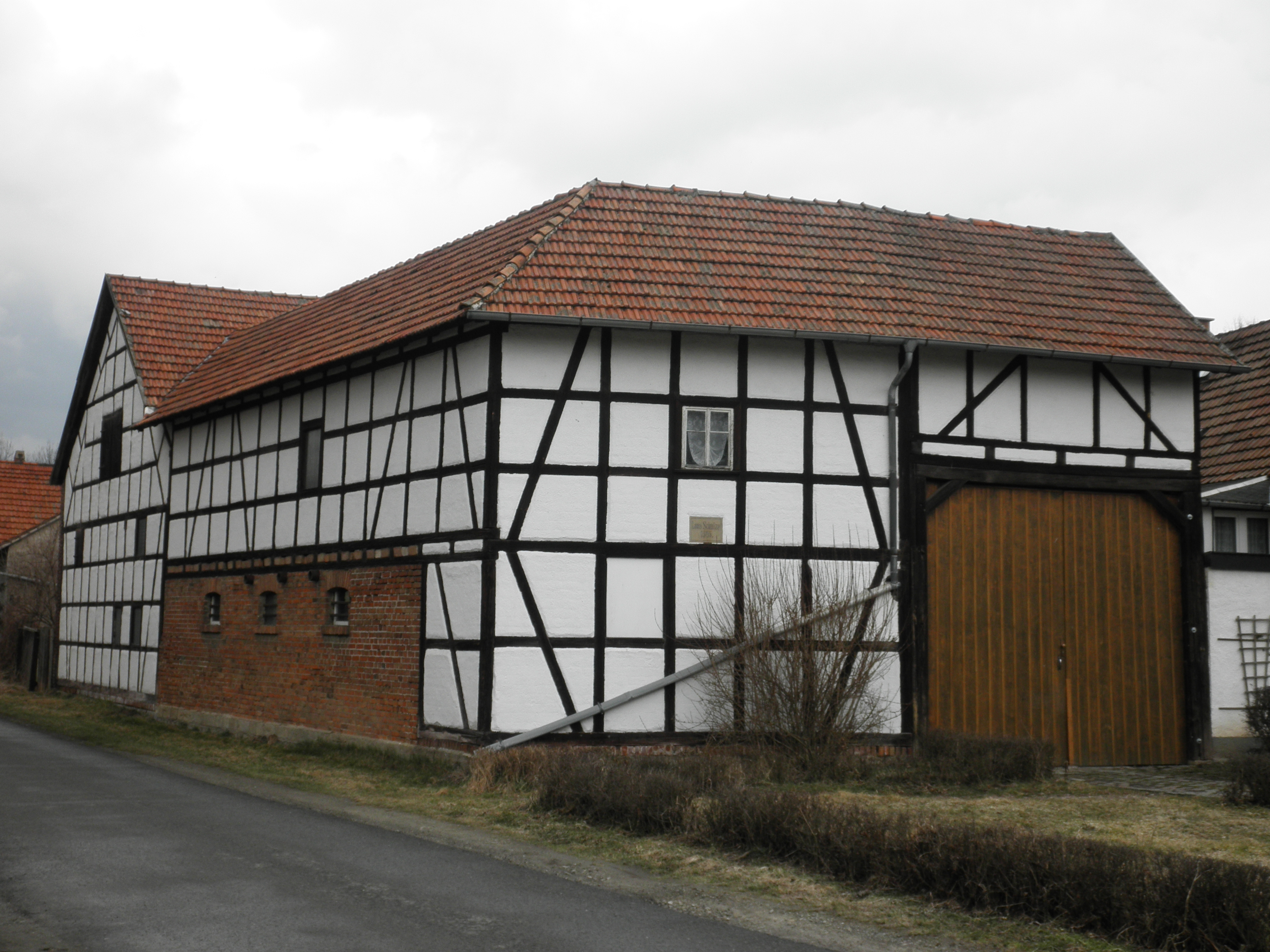
Fachwerkscheune
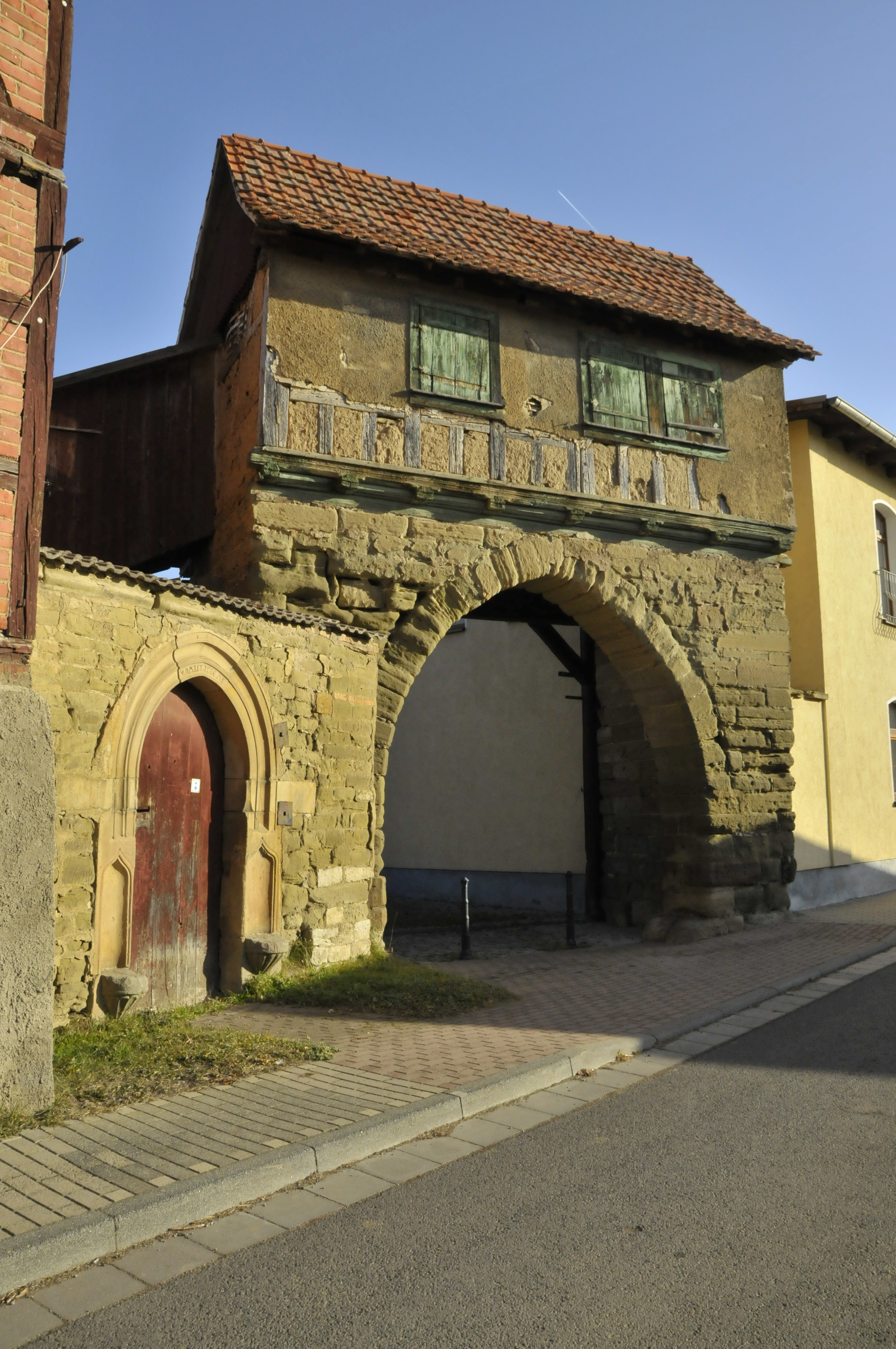
Hoftor zum früheren Klostergut
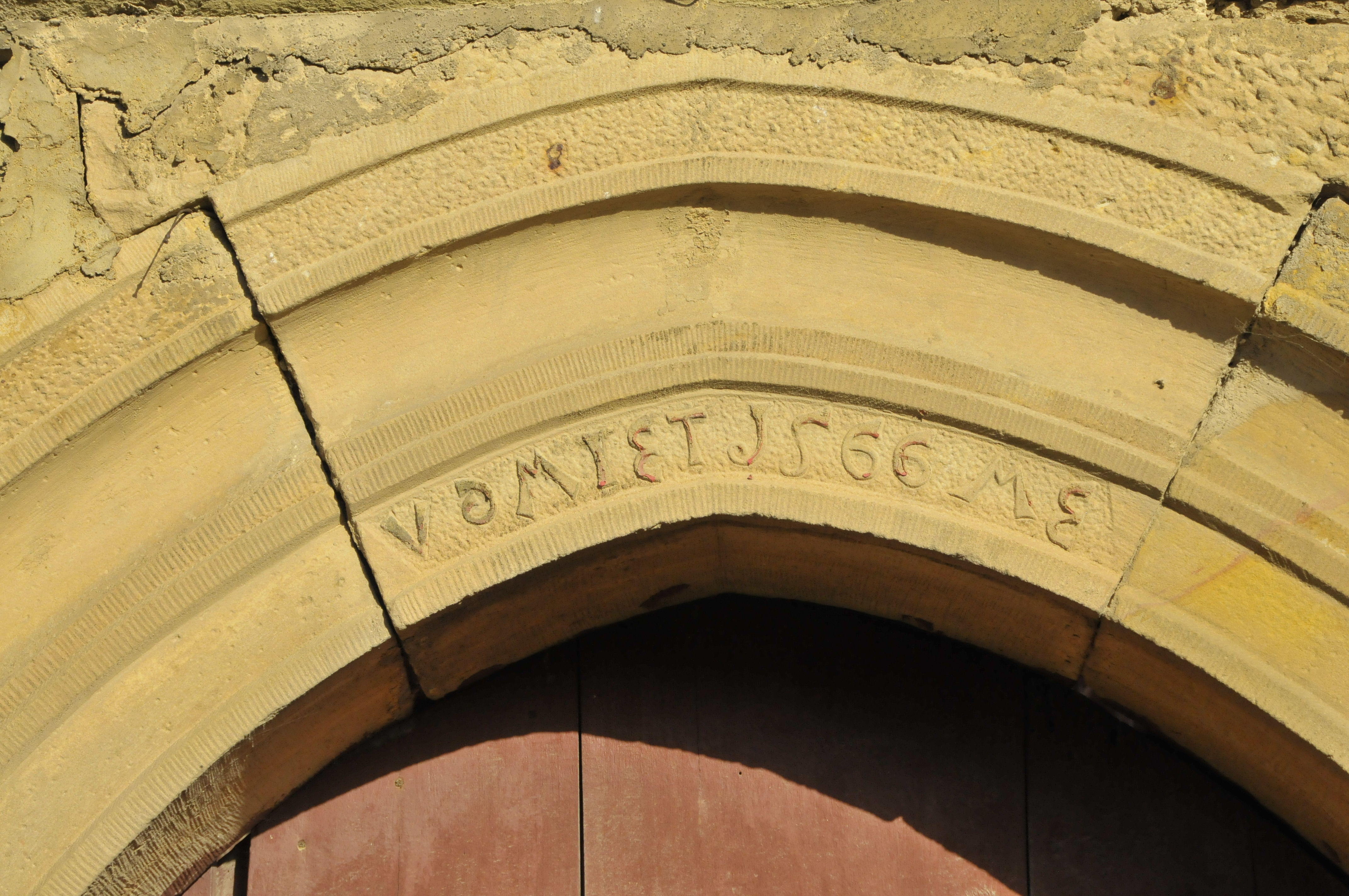
Inschrift über der Eingangspforte des ehemaligen Klostergutes "1566"
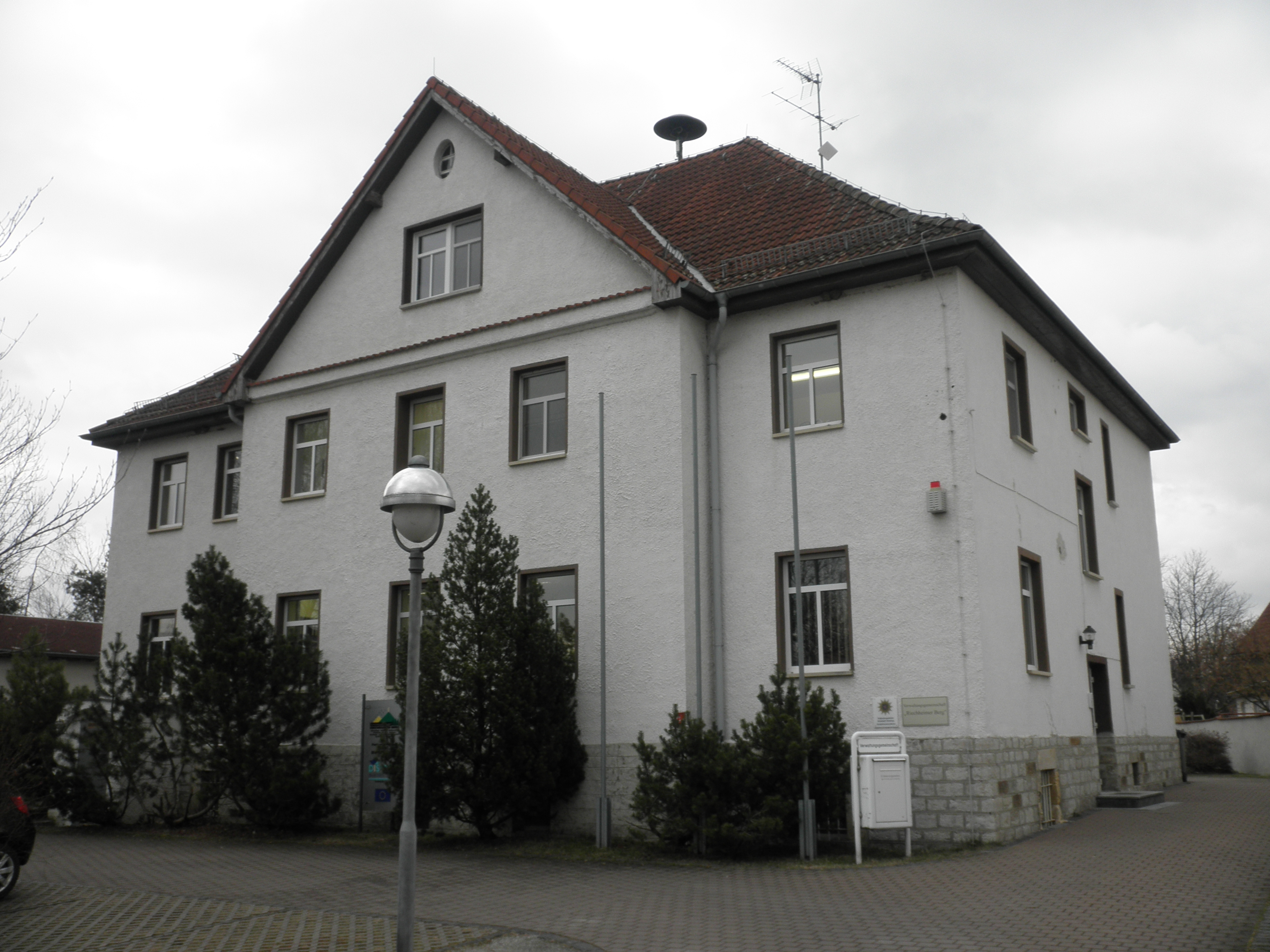
Früheres Gutshaus